# Tijdmeting op Mars
Er zijn verschillende methoden gebruikt of voorgesteld om, onafhankelijk van aardse kalenders en tijdmeting, de tijd en de datum op Mars bij te houden.
De planeet Mars lijkt in een aantal opzichten op de Aarde. Hij draait in iets meer dan 24 uur om zijn as en hij heeft een hellingshoek (een inclinatie) ten opzichte van de Zon en een omlooptijd rond de Zon die vergelijkbaar zijn met die van de Aarde. Zo kent Mars seizoenen (lente, zomer, herfst en winter) en een dag die ongeveer even lang duurt als die op Aarde. Een jaar op Mars duurt echter bijna twee keer zo lang als een jaar op Aarde (evenals elk van de seizoenen). Daarbij is de excentriciteit van de omloopbaan van Mars veel groter (de baan is minder cirkelvormig), waardoor de lengtes van de verschillende seizoenen aanzienlijk kunnen verschillen en de tijd van de zonnewijzer veel meer kan afwijken van de tijd op de klok dan op Aarde.

## Dag en tijd

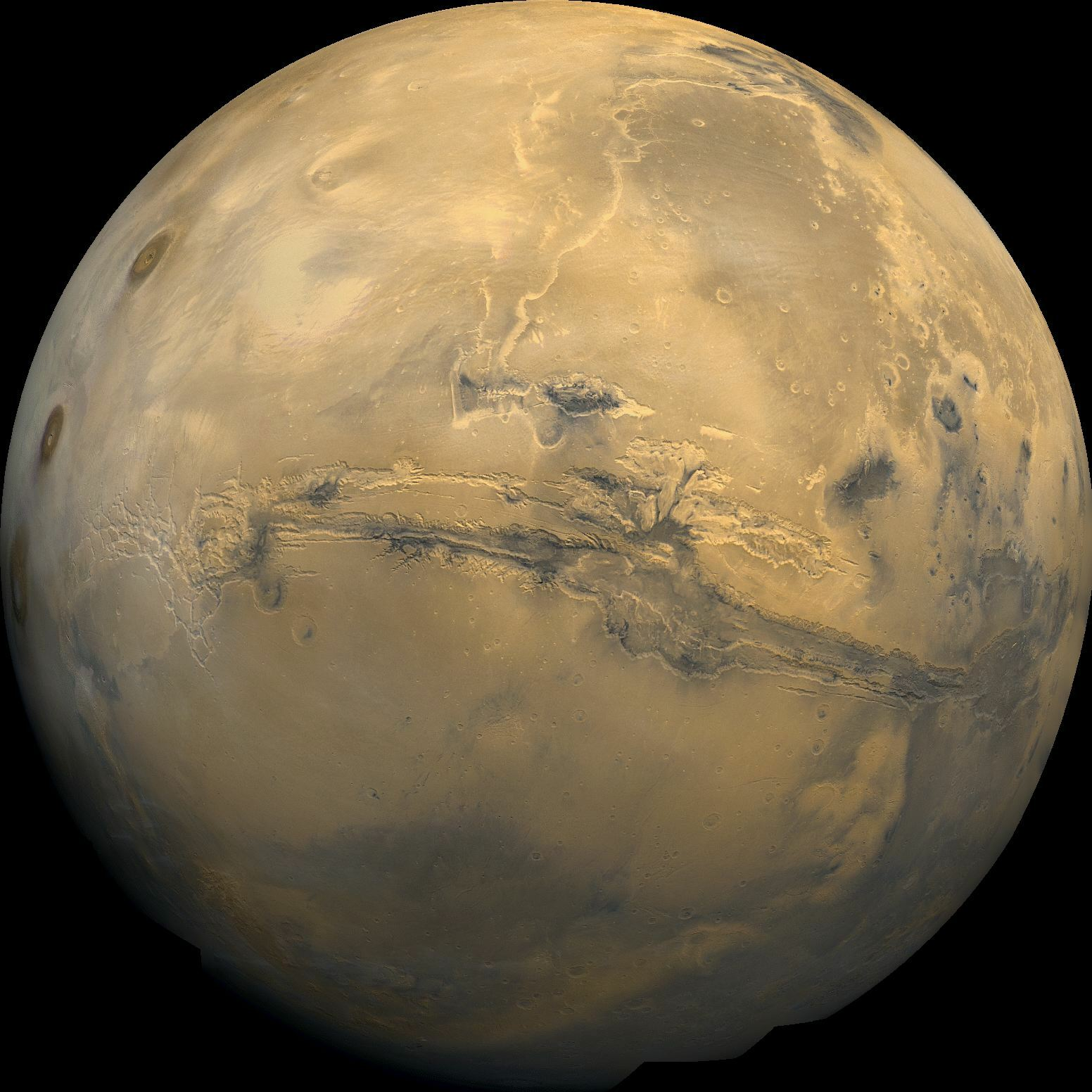
Mars, compositie van foto's door de satelliet Viking 1 in 1980.

De gemiddelde duur van een siderische dag op Mars (de tijd die de planeet nodig heeft om om zijn as te draaien ten opzichte van de sterren) is 24 uur, 37 minuten en 22,663 seconden. De duur van de zonnedag op Mars (vaak sol genoemd) is 24 uur, 39 minuten en 35,24409 seconden. Op Aarde is dit respectievelijk 23 uur, 56 04.2s en 24h 00m 00.002. Dit geeft een omrekeningsfactor van 1,027491 dagen per sol. Een Marsdag (een sol) is dus 2,7% langer dan een dag op Aarde.
Er zijn een aantal landingsmodules geland op het oppervlak van Mars. Hierbij is wat betreft de tijdmeting steeds gebruikgemaakt van de plaatselijke zonnetijd, met behulp van een "Marsklok". Hierop duren de uren, minuten en seconden steeds 2,7% langer dan ze op Aarde duren. Bij missies als de Mars Pathfinder (waarbij het robotwagentje de Sojourner op Mars landde), de Mars Exploration Rovers (met de Marswagens de Spirit en de Opportunity) en de Phoenix (waarbij de lander bij de noordpool van Mars landde), gebruikte de missieleiding deze "Marstijd". Het programma was aangepast aan de lokale tijd op de plek van de landing, waardoor hun schema elke dag ongeveer 40 minuten meer achter ging lopen op een aardse dag. Veel teamleden gebruikten horloges die waren aangepast aan Martiaanse tijd.
Er zijn alternatieve tijdmetingen voorgesteld, maar geen enkele missie heeft hier tot nu toe voor gekozen. Bijvoorbeeld het gebruiken van een metrische tijdsindeling (met "milidagen" en "centidagen") of het toevoegen van een verlenging aan de dag, waarbij aardse uren/minuten/seconden worden aangehouden en aan het eind van de dag 39 minuten en 35 seconden worden toegevoegd.
Door de ellipsvormige baan van Mars (de excentriciteit van de omloopbaan), is de duur van de zonnedag niet constant. Deze varieert op Mars meer dan op Aarde (die een meer cirkelvormige baan om de Zon heeft). Op Mars kan de Zon 50 minuten langzamer tot 40 minuten sneller zijn dan de Martiaanse klok (op Aarde varieert dit verschil van 14 minuten en 22 seconden langzamer tot 16 minuten en 23 seconden sneller).
Op Mars is een nulmeridiaan vastgesteld, die door de kleine krater Airy-0 loopt. Airy-0 is vernoemd naar de Britse astronoom George Biddell Airy, die de meridiaan van Greenwich opnieuw berekende. Er zijn geen tijdzones (met vaste tussenruimtes) bepaald, waardoor de verschillende landers gebruikmaken van, bij benadering, de plaatselijke zonnetijd. Op deze manier gebeurde het ook op Aarde voor de invoering van de standaardtijd in de negentiende eeuw.

## Sol

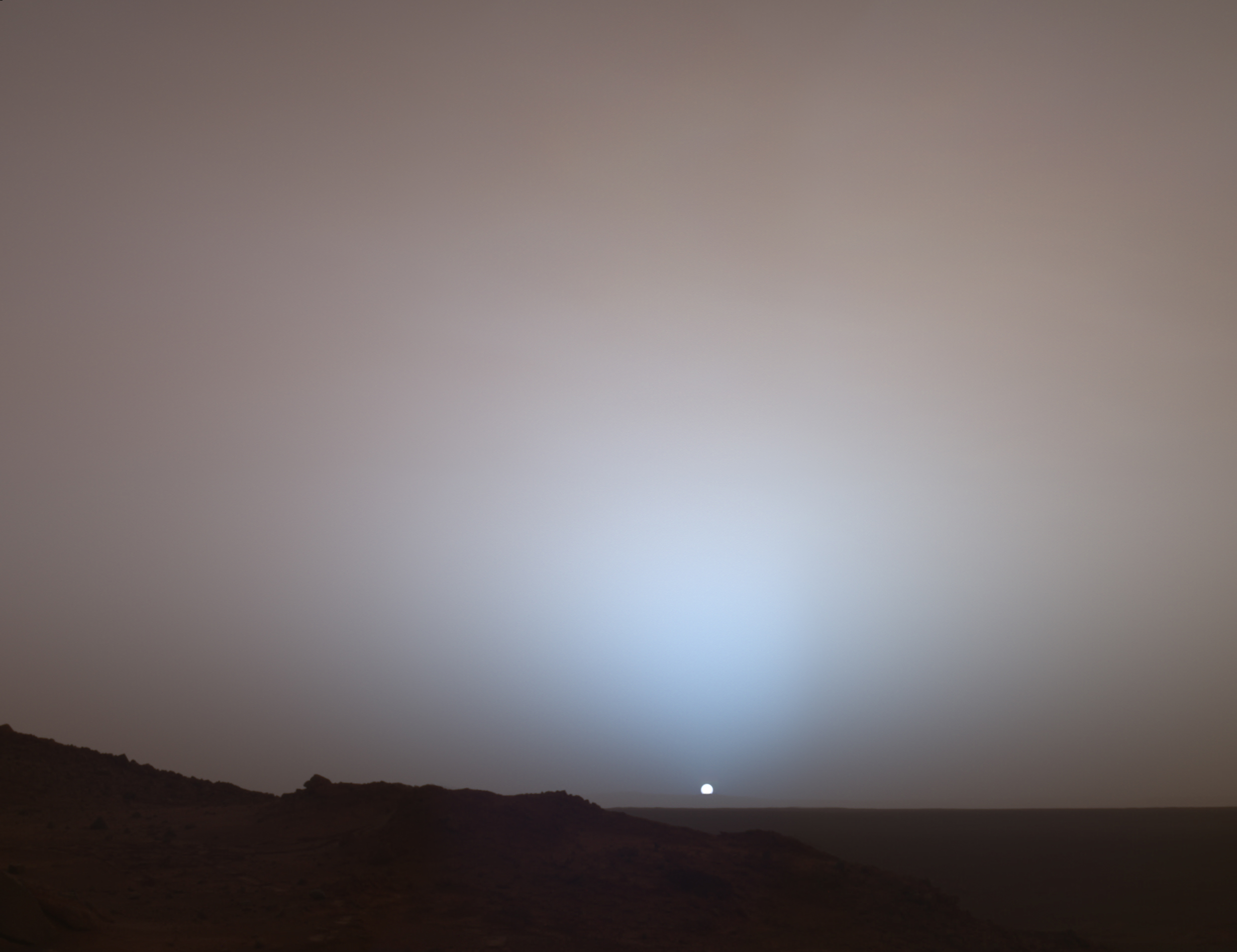
Zonsondergang op Mars (foto door de Spirit), 19 mei 2005.

Het woord sol wordt door astronomen gebruikt om de duur van de zonnedag op Mars mee aan te duiden. Een gemiddelde Marsdag duurt 24 uur, 39 minuten en 35,244 seconden.
Nadat een landingsmodule is geland op Mars, worden simpelweg de dagen geteld om de duur van de missie bij te houden. Bij beide Vikingmissies en de Phoenixmissie werd de dag van de landing aangeduid als "sol 0"; bij de Pathfinder en de Mars Exploration Rovers werd er begonnen met tellen bij "sol 1".
In het geval van de Mars Exploration Rovers landden er binnen één missie twee robotwagentjes zo'n drie weken na elkaar op de planeet (op 179 graden van elkaar verwijderd, dus ongeveer op de andere kant van de planeet). In beide gevallen begon men te tellen op "sol 1" en werd er geen poging gedaan om de tijdmeting op elkaar af te stemmen. De Opportunity landde ongeveer drie weken na de Spirit en de telling van de dagen van de Opportunity liep dan ook ongeveer 21 sols achter op de Spirit. Bovendien, als het overdag was voor de één, was het nacht voor de ander en andersom; de landingsplekken waren 12 uur en 1 minuut van elkaar verwijderd. 
Op aarde gebruiken sterrenkundigen wel de juliaanse dag, waarbij vanaf een begindatum simpelweg wordt doorgeteld. Voor Mars is een tegenhanger van de juliaanse dag voorgesteld, de Mars Sol Date (de "Martiaanse sol-datum") of (MSD). Hierbij is doorgeteld vanaf 29 december 1873 (bij een variant is als startdatum gekozen voor het jaar 1608). In beide gevallen is de bedoeling dat alle historische, vastgelegde gebeurtenissen op Mars na de gekozen datum vallen.
De wiskundige definitie van de Mars Sol Date is MSD = (juliaanse dag volgens de internationale atoomtijd - 51549,0 + k) / 1,02749125 + 44796,0. Hierbij is k een kleine correctie van ongeveer 12 seconden vanwege de onzekerheid van de exacte geografische positie van de nulmeridiaan door de Airy-0 krater.

## De kalenderdatum
Er bestaat, naast het simpelweg tellen van de dagen op Mars door middel van de MSD, (nog) geen kalender voor Mars met jaartallen, maanden, weken en dagen.
Op Aarde gebruiken we geen juliaanse dagen, waar doorlopend wordt doorgeteld, maar de gregoriaanse kalender met maanden en weken, die in het dagelijks leven heel handig is. We kunnen hiermee aan de datum zien of het lente is of herfst, hoeveel jaar er zit tussen twee data, of er sprake is van een lustrum of jubileum ten opzichte van een andere datum, enzovoort.
Wanneer het noodzakelijk wordt om op Mars verschillende activiteiten op elkaar af te stemmen, zou er een kalender voor Mars moeten worden vastgesteld. Een van de voorstellen hiervoor is de Darische kalender. Deze kent 24 "maanden" (deze duren niet noodzakelijk even lang als maanden op Aarde), weken van 7 sols en de jaartelling begint op 11 maart 1609. Deze kalender, noch enig andere kalender, is tot op heden officieel in gebruik genomen.

## Het jaar op Mars

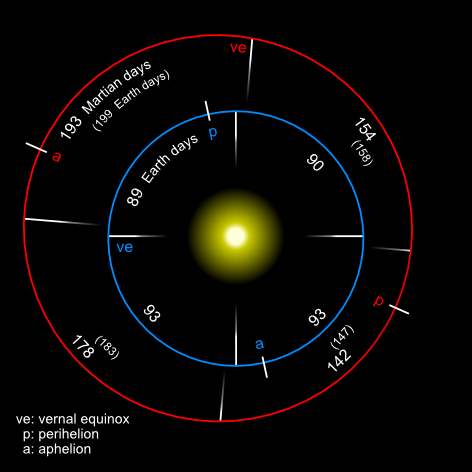
Baan van Mars en van Aarde, gezien vanaf het noorden (incl. equinoxen, zonnewendes, duur van seizoenen, perihelium en aphelium).

Voor het bijhouden van het Martiaanse jaar gebruiken wetenschappers meestal de heliocentrische lengtegraad, of seizoenslengtegraad (afgekort met Ls): de positie van Mars in zijn baan rond de Zon. Ls wordt gedefinieerd als 0 graden van de Martiaanse noordwaartse equinox (als de Zon loodrecht boven de evenaar staat) en derhalve 90 graden van de noordelijke zonnewende, 180 graden van de Martiaanse zuidwaartse equinox en 270 graden van de Martiaanse zuidelijke zonnewende.
Het siderische jaar, de tijd die Mars nodig heeft om één baan om de Zon af te leggen, duurt ongeveer 686,98 aardse zonnedagen, oftewel 668,5991 sols. Door de ellipsvormige baan van Mars (de excentriciteit van de omloopbaan), zijn de seizoenen niet van gelijke lengte. Ervan uitgaande dat de seizoenen van equinox (dag- en nachtevening) tot zonnewende lopen, is de lente op het noordelijk halfrond (herfst op het zuidelijk halfrond; Ls 0 tot Ls 90) het langste seizoen. Hij duurt 194 sols. De herfst op het noordelijk halfrond (lente op het zuidelijk halfrond; Ls 180 tot Ls 270) is het kortste seizoen, met 142 sols.
Net als op Aarde is het siderische jaar niet nodig voor kalendertoepassingen. Het ligt meer voor de hand om uit te gaan van een tropisch jaar (de gemiddelde tijd tussen twee passages van het lentepunt), omdat het meer overeenstemt met de verschuiving van de seizoenen. Het is iets korter dan het siderische jaar, door de precessie van Mars' draaias. De periode van de precessie is 93.000 Marsjaren (dit zijn 175.000 jaren op Aarde). 
De lengte van het tropische jaar hangt af van het punt waarop je begint te meten. Op Aarde is de variatie in de duur van het tropische jaar klein, maar op Mars is de variatie veel groter. Het jaar gerekend vanaf de noordwaartse equinox is 668,5907 sols, het jaar gerekend vanaf de noordelijke zonnewende is 668,5880 sols, het jaar vanaf de zuidwaartse equinox is 668,5940 sols en vanaf de zuidelijke zonnewende 668,5958 sols. Het gemiddelde hiervan geeft een tropisch jaar van 668,5921 sols.

### Het inlassen van schrikkeldagen
Elke kalender moet schrikkeldagen inlassen, omdat een jaar niet overeenkomt met een precies aantal hele dagen. Als er geen schrikkeldagen worden toegevoegd, zal de kalender steeds meer gaan afwijken van het tropische jaar. De verschillende Martiaanse kalenders die zijn ontworpen, maken allemaal gebruik van een schrikkeldag of soms zelfs schrikkelweek.
Bij de gregoriaanse kalender die op Aarde wordt gebruikt, geldt de regel dat er elke vier jaar een schrikkeldag wordt ingelast, behalve eens in de honderd jaar, maar elke vierhonderd jaar weer wel. Hiermee wordt het gemiddelde kalenderjaar 365,2425 zonnedagen en dit ligt zeer dicht tegen het equinoxjaar op Aarde aan. Op Mars zou een soortgelijk schema nodig zijn. Elk jaar blijft er meer dan een halve sol te veel over (bij gemiddeld 668,59 sols), waardoor de meerderheid van de jaren een schrikkeldag zou moeten krijgen. Bijvoorbeeld: elk oneven jaar, en elk jaar eindigend op een 0, behalve elke honderd jaar, behalve elke 500 jaar, geeft een gemiddeld jaar van 668,592 sols.
Of het systeem goed werkt is echter wel afhankelijk van het precieze beginjaar van de kalender. Als de kalender uit gaat van een zuidelijke zonnewende jaar of een noordwaartse equinox, zou dat een sol afwijken per 200 jaar.
Er zijn andere systemen van het toevoegen van schrikkeldagen mogelijk. De Hebreeuwse kalender bijvoorbeeld is een lunisolaire kalender, een maankalender waarbij rekening wordt gehouden met het zonnejaar door met regelmaat een dertiende maand in te voegen. Hierbij wordt een simpele wiskundige formule gebruikt om zeven extra maanden in te lassen in een negentienjarige cyclus. Er wordt een maand toegevoegd als het restant van het Hebreeuwse jaar (aantal x 7 + 1) : 19 minder is dan 7.
De schrikkeljaren zouden hiermee iets gelijkmatiger verspreid voorkomen dan bij een gregoriaans systeem. Bovendien kent het geen uitzonderingen. In een cyclus van 76 jaar zouden er 45 schrikkeljaren voorkomen.